# СКШ Спартак Плевен XXI
СКШ „Спартак Плевен XXI“ е шахматен клуб от град Плевен.
Клубът е член на Българската федерация по кореспондентен шах.

## Известни състезатели
- Красимир Русев – международен майстор, вицешампион на България за 2006 г.
- Момчил Николов – международен майстор, вицешампион на България за 2007 г.